# Provinciale weg 303
De provinciale weg 303 (N303) is een provinciale weg in de provincie Gelderland. De weg vormt een verbinding tussen de A28 bij Harderwijk en de A1 ten noorden van Barneveld. Tussen Ermelo en Putten verloopt de weg tussen de landgoederen Oud- en Nieuw Groevenbeek door.
De weg is uitgevoerd als tweestrooks-gebiedsontsluitingsweg met buiten de bebouwde kom een maximumsnelheid van 80 km/h. In de gemeente Harderwijk heet de weg Oranjelaan, in de gemeente Ermelo Harderwijkerweg en Putterweg. In de gemeente Putten heet de weg Oude Rijksweg, Van Geenstraat en Voorthuizerstraat alvorens deze als Voorthuizenseweg een klein gedeelte binnen de gemeente Nijkerk aflegt. Ten slotte heet de weg in de gemeente Barneveld De Voortse Ring en Baron van Nagellstraat. De weg is binnen de bebouwde kommen van Ermelo en Putten in beheer bij de betreffende gemeenten.

## Voortse Ring
Op 28 augustus 2019 de westelijke rondweg om Voorthuizen geopend met de naam De Voortse Ring.
N23 · N34 · N224 · N225 · N229 · N233 · N271 · N301 · N302 · N303 · N304 · N305 · N306 · N307 · N308 · N309 · N310 · N311 · N312 · N313 · N314 · N315 · N316 · N317 · N318 · N319 · N320 · N322 · N323 · N324 · N325/A325 · N326/A326 · N327 · N329 · N330 · N331 · N332 · N333 · N334 · N335 · N336 · N337 · N338 · N339 · N340 · N341 · N342 · N343 · N344 · N345 · N346 · N347 · N348/A348 · N349 · N350 · N351 · N352 · N375 · N377

N418 · N701 · N702 · N703 · N704 · N705 · N706 · N707 · N708 · N709 · N710 · N711 · N712 · N713 · N714 · N715 · N716 · N717 · N718 · N719 · N720 · N727 · N731 · N732 · N733 · N734 · N735 · N736 · N737 · N738 · N739 · N740 · N741 · N742 · N743 · N744 · N745 · N746 · N747 · N748 · N749 · N750 · N751 · N752 · N753 · N754 · N755 · N756 · N757 · N758 · N759 · N760 · N761 · N762 · N763 · N764 · N765 · N766 · N768 · N781 · N782 · N783 · N784 · N785 · N786 · N787 · N788 · N789 · N790 · N791 · N792 · N793 · N794 · N795 · N796 · N797 · N798 · N800 · N801 · N802 · N803 · N804 · N805 · N806 · N810 · N811 · N812 · N813 · N814 · N815 · N816 · N817 · N818 · N819 · N820 · N821 · N822 · N823 · N824 · N825 · N826 · N827 · N830 · N831 · N832 · N833 · N834 · N835 · N836 · N837 · N838 · N839 · N840 · N841 · N842 · N843 · N844 · N845 · N846 · N847 · N848 · N852 · N855

Cursief vermelde wegen zijn voormalige provinciale wegen.